# Nouvion-le-Comte
Nouvion-le-Comte è un comune francese di 283 abitanti situato nel dipartimento dell'Aisne della regione dell'Alta Francia.

## Società

### Evoluzione demografica
Abitanti censiti